# Pravetz (computer)
I Pravetz sono una linea di home computer e personal computer costruiti in Bulgaria dall'omonima azienda intorno agli anni '80. Venivano prodotti nella città di Pravec.

## Linee dei modelli

### Architettura a 8 bit

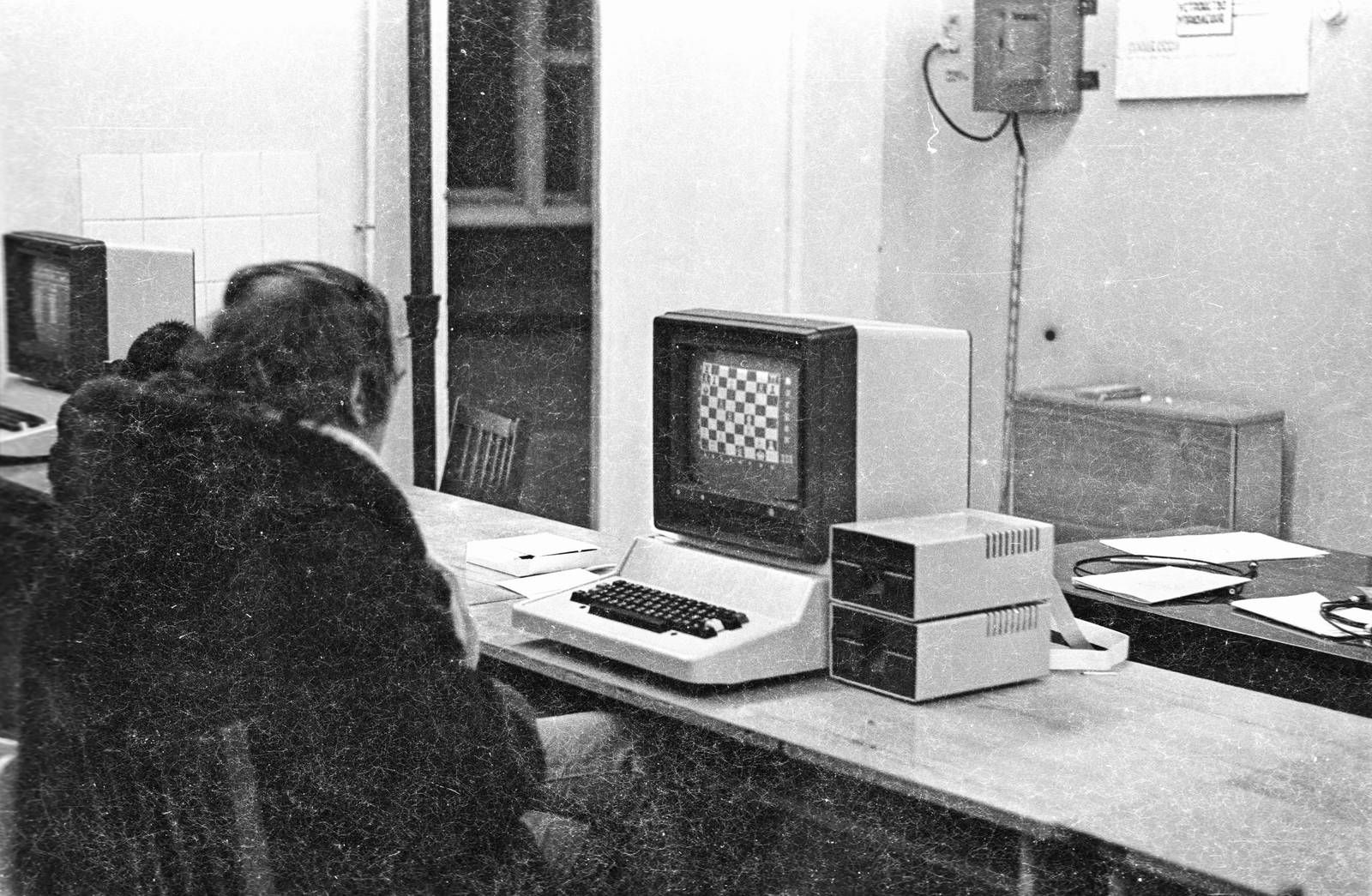
Un Pravetz 82 in una scuola in Russia

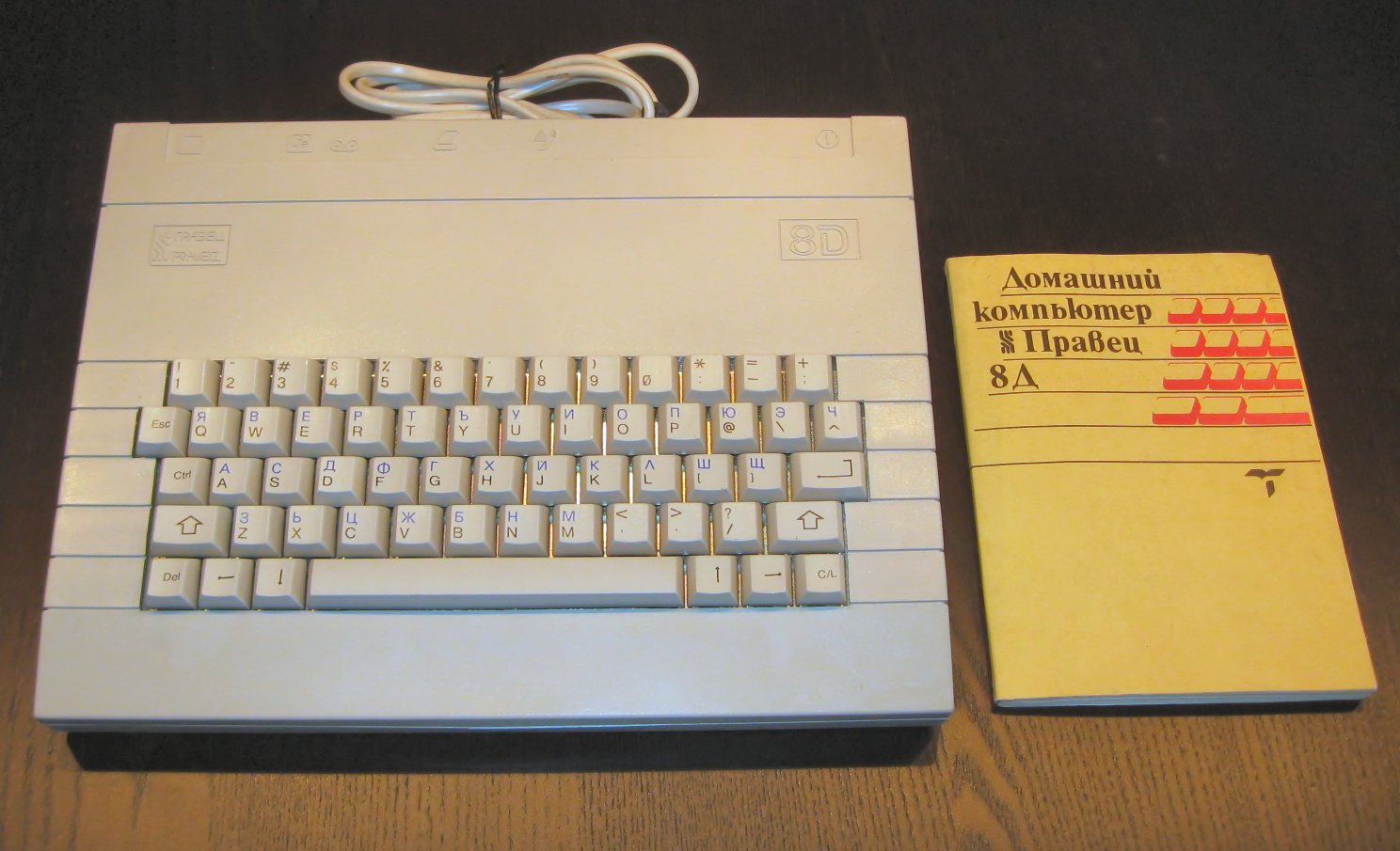
Pravetz 8D

I pravetz della cosiddetta serie 8 sono principalmente cloni della famiglia dell'Apple II.
- IMKO-1 — Il primo personal computer bulgaro. Al suo interno usa una CPU Synertek 6502/1 MHz e 48/12 Kb di RAM/ROM. Il media di immagazzinamento dati è un lettore per musicassette.
- Pravetz 82 (IMKO-2) - 82 è l'anno del modello. Ha l'interprete BASIC, 48/12 kB di RAM/ROM; CPU Synertek 6502 ad /1 MHz. Lo storage è migliorato grazie a uno o (opzionale) due floppy disk drive da 5,25".
- Pravetz 8М - Aggiunta della seconda CPU: uno Zilog Z80A a 4 MHz che permette di far funzionare il CP/M. La versione militare comprendeva un design con terminale integrato.
- Pravetz 8E - Modello industriale basato sull'architettura dell'originale Pravetz 82 con l'aggiunta di alcune estensioni di memoria
- Pravetz 8А - Usa il chipset realizzato in Bulgaria СМ 630; la memoria poteva essere espansa fino a 1 Mb, accessibili in finestre da 64Kb.
- Pravetz 8D - Home computer a 8 bit, che fornisce un'uscita TV al posto che un'uscita per un monitor di computer. Non è compatibile con il Pravetz 82; eredita la sua architettura dagli home computer Oric, il cui software risulta interamente compatibile
- Pravetz 8С - versione ridotta del modello 8А, 128Kb RAM integrata, ma non espandibile. Minor numero di slot, ma con una porta Centronics incorporata, controller per drive di floppy disk, Joystick e qualche volta con una RS-232. Una versione dell'8C è il Pravetz 8VC, che aveva un design similare a quello di un terminale.
- Pravetz 8S - Il più avanzato della serie, 128Kb RAM integrata, espandibile a 1080KB. Aveva un minor numero di slot ma con porta Centronics integrata, controller per drive di floppy disk, Joystick e qualche volta con RS-232. Poteva controllare drive per floppy disk da 3.5" ed un hard disk da 5MB. Design della scheda madre migliorato, con più alta integrazione e supporto per diversi set di caratteri.

### Architettura a 16 bit

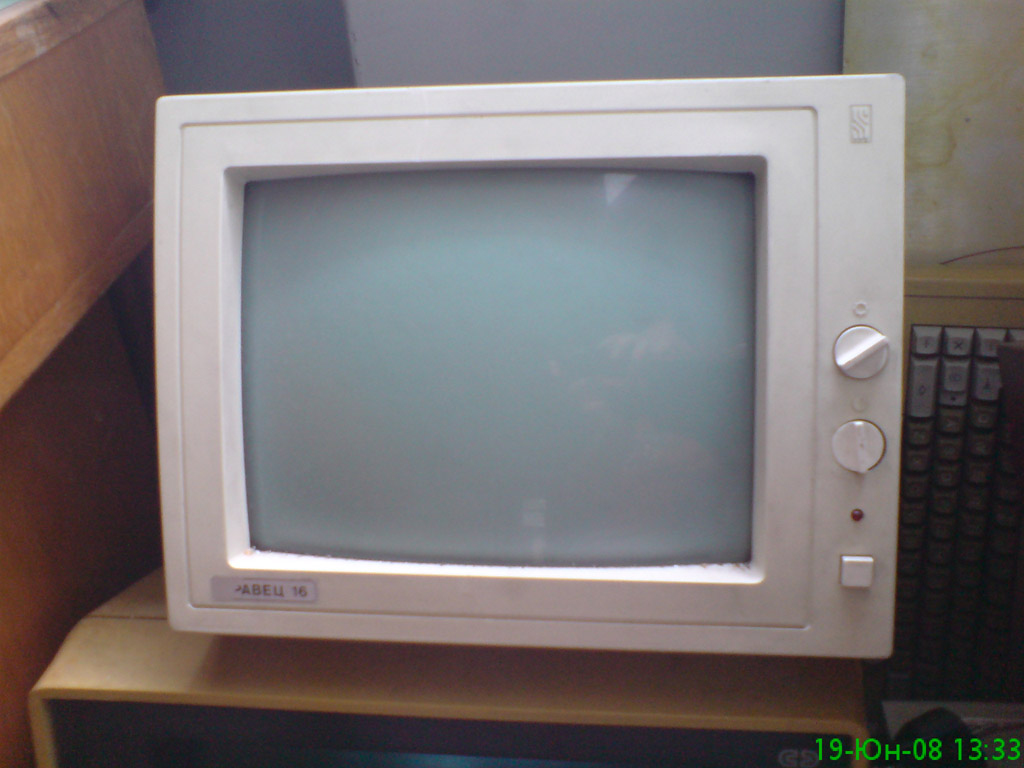
Il monitor del Pravetz-16y

Questi computer sono IBM PC compatibili:
- Pravetz-16 (IMKO-4) - Usava un Intel 8086/8088 a 4 MHz. Semplice design della scheda madre con chipset bulgaro. 256KB o 512KB di memoria RAM standard espandibile a 640KB.
- Pravetz-16E
- Pravetz-16ES (in più varianti come desktop o tower) - Impiegava il processore 80186 a 8 MHz.
- Pravetz-16A
- Pravetz-16T - Versione Turbo
- Pravetz-286

### Architettura a 32-bit
- Pravetz-386
- Pravetz 486 (prototipo)